# Phare de Nieuwe Sluis
Le phare de Nieuwe Sluis est un phare actif situé au hameau de Nieuwesluis (commune de L'Écluse), province de Zélande aux Pays-Bas.
Il est géré par le Rijkswaterstaat , l'organisation nationale de l'eau des Pays-Bas.
Il est classé monument national en 1982 par l'Agence du patrimoine culturel des Pays-Bas.

## Histoire
Le phare a été conçu par Quirinus Harder et a été construit entre 1866 et 1867. Il se trouve sur la digue à l'entrée de l'Escaut occidental, à quelques kilomètres à l'ouest de Breskens. Il compte cinq étages et un escalier intérieur de 93 marches pour arriver à la galerie. Il fait partie d'une série de feux qui marquent la fin de l'Escaut et accompagnent le trafic maritime entre la mer du Nord et le port d'Anvers.
Ce phare est le plus ancien phare en fonte existant aux Pays-Bas, après la démolition du phare de Renesse en 1915 et la disparition du phare en fonte d’Ouddorp en 1911. La tour fut d'abord jaune, puis avec des bandes rouges et blanches. Le design de la tour a été créé par Barbier, Bénard et Turenne. Le dôme de la lanterne est en cuivre.
Pendant la Seconde Guerre mondiale, le phare a été mis hors service pendant un certain temps et a ensuite été revêtu de couleurs camouflées. Après la guerre, la lumière fut rallumée en 1951. Le phare a ensuite reçu un feu à occultations. Le 3 octobre 2011, la lumière de cette tour a été éteinte jusqu'en 2016.

## Description
Ce phare  est une tour octogonale en fonte, avec une galerie et une lanterne de 22 m de haut. Le phare est peint en noir avec deux bandes blanches horizontales et la lanterne est noire avec un dôme blanc. Son feu à occultations émet, à une hauteur focale de 28 m, un long éclat blanc, rouge et vert selon secteurs de 7 secondes par période de 10 secondes. Sa portée est de 14 milles nautiques (environ 26 km) pour le feu blanc et 11 milles nautiques (environ 21 km) pour le feu rouge et 10 milles nautiques (environ 19 km) pour le feu vert.
Identifiant : ARLHS : NET-018 - Amirauté : B0166.1 - NGA : 114-9118 (ex-9116) .

## Caractéristique dufeu maritime
Fréquence : 10 secondes (W-R-G)
- Lumière : 7 secondes
- Obscurité : 3 secondes

|          |
| Le phare |

|  |
|  |

### Lien connexe
- Liste des phares des Pays-Bas